# John Connor (Schriftsteller)
John Connor (* 29. Dezember 1946) ist ein britischer Schriftsteller und war bei der Staatsanwaltschaft tätig.
Connor hat während seiner 15-jährigen Karriere über 40 Mordfälle bearbeitet und der Polizei in zahllosen verdeckten Drogenermittlungen zur Seite gestanden. Zuletzt leitete er eine Sondereinheit, die das organisierte Verbrechen in der Gegend um Leeds bekämpfte.
Er veröffentlichte 2003 den ersten Band einer Romanserie um Detective Constable Karen Sharpe. John Connor lebt mit Frau und Kind in Brüssel.

## Werke (Auswahl)
- Feuertod. Ein Karen-Sharpe-Roman ("A child’s game"). Goldmann, München 2007, ISBN 978-3-442-46427-2.
- Vergiftete Seelen. Ein Karen-Sharpe-Roman ("The Playroom"). Goldmann, München 2007, ISBN 978-3-442-46033-5.
- Gejagt. Ein Karen-Sharpe-Roman ("Phoenix"). Goldmann, München 2006, ISBN 3-442-46032-8.
- A G-man’s life. The FBI, being "Deep Throat" and the struggle for honour in Washington. Public Affairs Edition, Washington, D.C. 2006, ISBN 1-58648-377-3 (zusammen mit W. Mark Felt)